# Орлатый, Андрей Николаевич
Андрей Николаевич Орлатый (25 января 1982, Донецк) — украинский футболист, защитник.

## Игровая карьера
Воспитанник донецкого «Шахтёра». С 2000 года играл во второй и третьей командах, а также дубле «дончан». В декабре 2004 года в числе других 19 «горняков» поигравших после юношеских турниров в первой и второй лигах был выставлен на трансфер с целью получения практики игры в командах высшей лиги. Заключил контракт с киевской «Оболонью». В высшей лиге дебютировал 7 марта 2005 года в игре против одесского «Черноморца». Всего в весенней части сезона 2004/05 в составе «пивоваров» сыграл в 4 матчах. По итогам сезона «Оболонь» заняла предпоследнее место в высшей лиге и покинула её.
Со следующего сезона Орлатый играл в первой лиге, сначала в той же «Оболони», а затем в «Николаеве», «Волыни» и «Прикарпатье». В 2009 году защищал цвета клуба второй лиги «Титан» (Донецк).
С 2010 года играл в любительских командах Донецка «Нова-Люкс» и «УСК-Рубин».